# Роторный экскаватор
Ро́торный экскава́тор — экскаватор непрерывного действия на гусеничном или шагающе-рельсовом ходовом оборудовании, разрабатывающий грунт, породу с помощью рабочих элементов (ковшей, скребков или резцов), укреплённых на роторном колесе. Различают траншейные роторные экскаваторы — машины продольного копания, предназначенные для отрытия траншей, и роторные стреловые экскаваторы — машины радиального копания, предназначенные для карьерных и добычных работ.

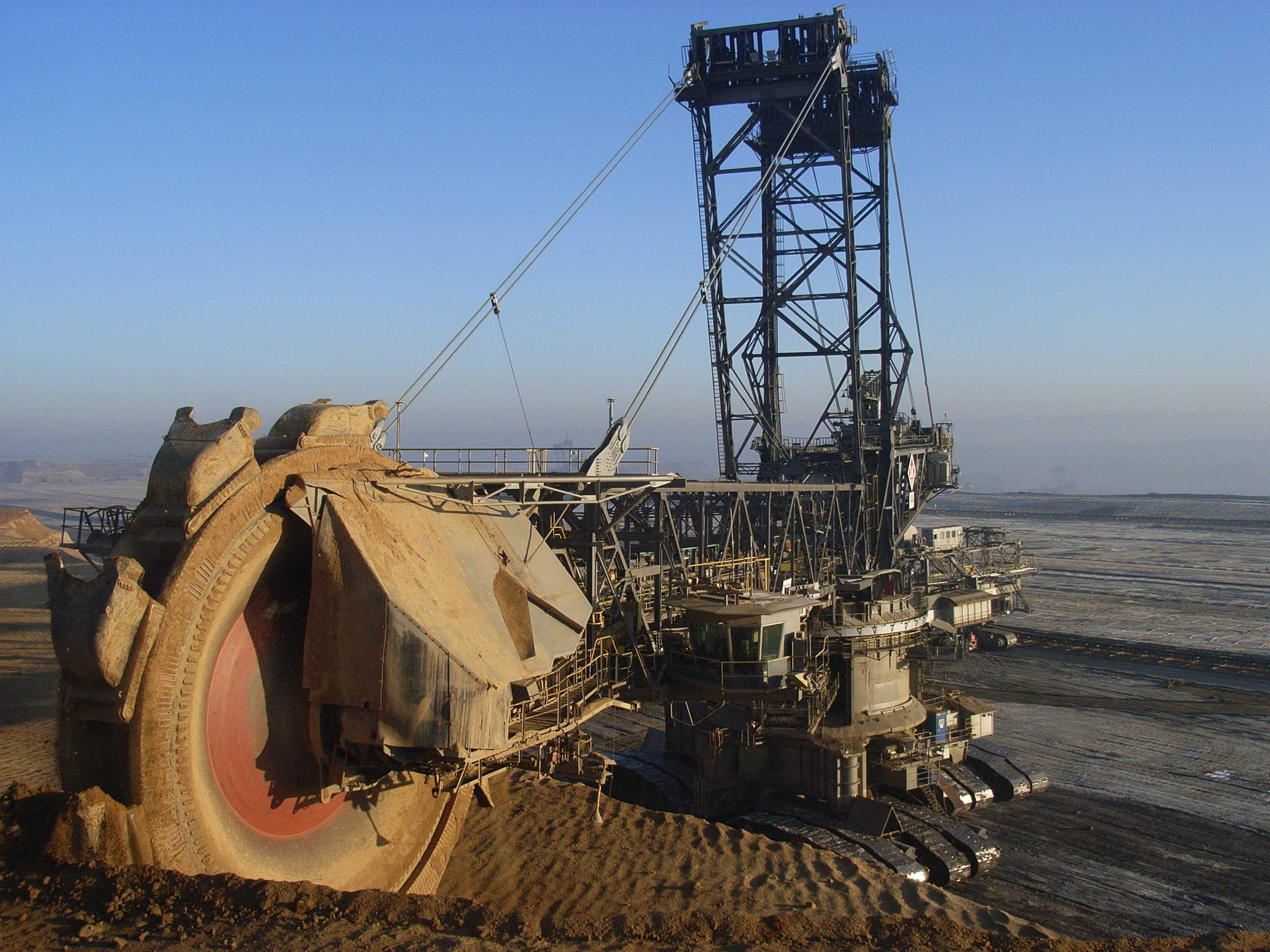
Роторный стреловой экскаватор

## Характеристики роторных экскаваторов
- диаметр роторных колёс — до 18 м
- вместимость ковша — до 1600 л
- производительность — более 10 000 м³/ч
- высота разработки — до 33 м
- глубина копания — до 5 м.

## Применение роторных экскаваторов
- вскрышные и добычные работы верхним или нижним черпанием
- удаления породы в отвал
- селективная выемка маломощных пластов и разносортных пропластков полезного ископаемого
- рытьё каналов и траншей
- погрузка горной породы
- транспортировка вскрышных пород и полезных ископаемых
- складирование материалов

## Рабочие инструменты роторных экскаваторов
- ротор с приводом
- стрела ротора с конвейером
- кабина управления
- надстройка
- отвальная стрела с конвейером
- поворотная платформа с приводом поворота экскаватора
- опорно-поворотное устройство ходового оборудования

## Классификация роторных экскаваторов
- вскрышные роторные экскаваторы
- добычные роторные экскаваторы
- роторные траншейные экскаваторы

## Исторические факты
- Идею копающего колеса впервые высказал Леонардо да Винчи в начале XVI века. B 1884 году американский инженер Ч. Смит получил патент на экскаватор c 2 роторными колёсами, расположенными симметрично относительно конвейера. Первый роторный экскаватор был изготовлен в Германии в 1916 году фирмой «Humboldt» по патенту французского инженера Г. Швандера. Первые роторные экскаваторы в CCCP были созданы в мастерских Часов-Ярских карьеров огнеупорного сырья в 1950-x годах, a промышленное производство началось в 1958 году[1].
- Борис Гудыменко, машинист роторного экскаватора, один из участников бригады Г. И. Мозера, которая успешно впервые испытала и внедрила технику из ГДР, в 1978 году, в числе группы инженерно-технических работников Экибастузского бассейна, получил Государственную премию СССР[2].
- Крупнейший в мире 14 200-тонный роторный ковшовый экскаватор Bagger 293 был смонтирован в 1995 году на открытой разработке бурого угля в Хамбахе (ФРГ). Его производительность 240 тысяч м³ угля за 24-часовой рабочий день, длина — 220 м, высота — 96 м, 20 ковшей, ёмкость ковша — 15 м³[3].

## Производители роторных экскаваторов

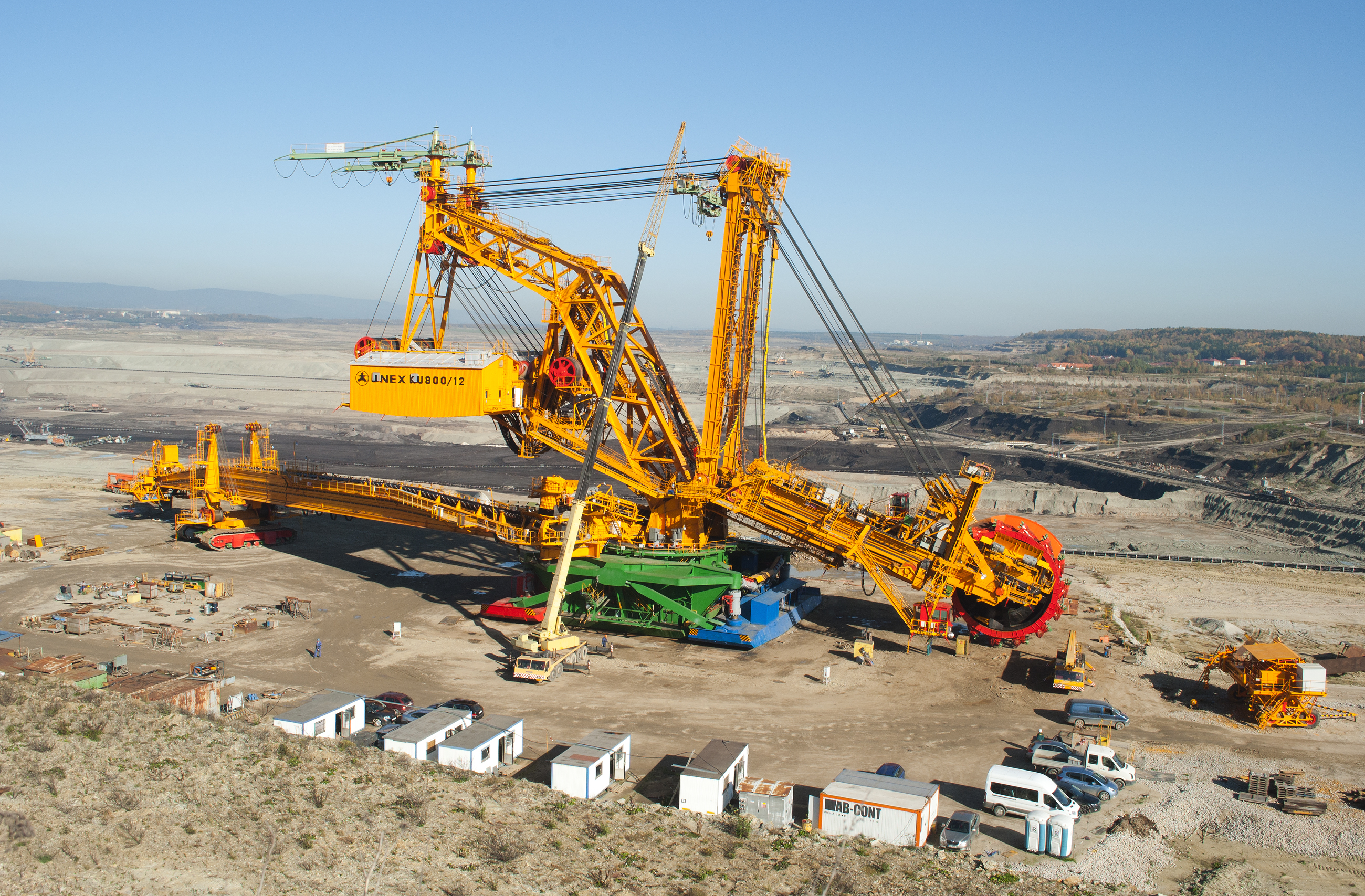
KU800/12

- Новокраматорский машиностроительный завод
- Азовмаш
- Донецкгормаш
- Красноярский завод тяжёлого машиностроения[4]
- ThyssenKrupp
- FAM (Förderanlagen Magdeburg)[5]
- TAKRAF
- До 1989 года в ЧССР выпускались модели K 300, KU 300, KU 300B, K 800, K 800 B и KU 800. Теперь в Чехии производятся K 800B/12, K 2000, KK 1300 (KK 1300/K 111), UNEX KU 800/20, KU 300.15 (KU 300S.13/K70). В России остался один KU 800, который работает в карьере Стойленского ГОКа[6][7]. Он был изготовлен в Чехословакии, первые узлы начали поступать на комбинат в марте 1968 года, а собрали и запустили его в работу в начале 1970-х годов. В РГАКФД хранится лента Ростовской студии кинохроники, рассказывающая об этом событии[8][9].

## В компьютерных играх
- В компьютерной игре «S.T.A.L.K.E.R.: Зов Припяти» присутствует брошенный ржавый роторный экскаватор[10].
- В игре «World of Tanks» роторные экскаваторы можно увидеть на картах «Тундра» и «Крафтверк».
- В компьютерной игре «Call of Duty: Black Ops», в миссии «Воркута», во время побега из мест заключения, можно встретить работающий роторный экскаватор.
- В компьютерной игре «Giant Machines 2017» после обучения необходимо добыть 1000 тонн кремния на роторном экскаваторе[11][12].
- В компьютерной игре «War Thunder» на карте "Золотой карьер" присутствует роторный экскаватор.
- В компьютерной игре «RUST» существует функционирующий роторный экскаватор